# Missili sulla luna
Missili sulla luna è un film di fantascienza indipendente del 1958, diretto da Richard Cunha ed interpretato da Richard Travis, Cathy Downs e K. T. Stevens.
Distribuito dalla Astor Pictures, il film è il remake di Quei fantastici razzi volanti (1953). 

## Produzione
Missili sulla luna è il remake a basso budget del film di fantascienza a basso costo Quei fantastici razzi volanti (1953) e segue da vicino i dettagli della trama di quel film. Il film del 1958 offriva il 3D come grande attrazione, ma tutti i suoi personaggi maschili erano di mezza età. Il remake del 1958 scelse di aggiungere ai protagonisti del film coppia di giovani evasi con l'intento di attrarre maggiormente un pubblico di adolescenti. Nel film del 1953, le comparse che interpretano le fanciulle lunari minori sono descritte come "ragazze copertina di Hollywood"; nel remake, sono accreditate come "vincitrici di concorsi di bellezza internazionali".

## Distribuzione
Il film venne distriubuito dalla Astor Pictures nei cinema statunitensi in doppia programmazione con il film La figlia di Frankenstein, anch'esso diretto da Cunha.